# 辛·艾斯丁
辛·派屈克·艾斯丁（英語：Sean Patrick Astin，1971年2月25日—），是一名美國男演員、電影導演，曾獲奧斯卡金像獎提名為「最佳電影製作人」。著名角色有：《魔戒電影三部曲》的山姆·詹吉、《七寶奇謀》的Mikey Walsh、《Rudy》的Daniel Ruettiger、《24》（第5季）的Lynn McGill。《怪奇物語》(Stranger Things）第2季中的Bob Newby。

## 外部連結
- 辛·艾斯丁在互联网电影资料库（IMDb）上的資料（英文）
- 在AllMovie上辛·艾斯丁的頁面（英文）
- （英文）個人官方網站 （页面存档备份，存于）